# Paracnemis
Paracnemis – rodzaj ważek z rodziny pióronogowatych (Platycnemididae).

## Rozmieszczenie geograficzne
Do rodzaju należą gatunki występujące endemicznie na Madagaskarze.

## Podział systematyczny
Do rodzaju zaliczane są następujące gatunki:
- Paracnemis alluaudi Martin, 1902
- Paracnemis secundaris (Aguesse, 1968)